# 任承允
任承允（1864年—1941年），字文卿，号上邦山人。甘肅省秦州直隸州人，清朝政治人物、同進士出身。
光绪十四年，鄉試中舉。光緒二十年（1894年），参加光緒甲午科殿試，登進士三甲113名。同年五月，授内阁中书。后主講陇南书院等。光緒二十八年（1902年），其與舉人白映震等控告秦州署房班历年舞弊、贪污糧食等事，秦州知州李瑞徵升堂严审，犯事胥吏兩百餘人，因懼加入大主教，避入东关天主教堂。陕西总督松蕃擔心此事引起爭端，罷免李瑞徵職位，并斥責任承允等。中華民國成立后，不再為官，著有《桐自生齋文集》、《秦州直隶州新志续编》等。有學生冯国瑞。